# Distrito de Les Gonaïves
El distrito de Les Gonaïves (en francés arrondissement des Gonaïves; y en criollo haitiano: awondisman Gonayiv) es una división administrativa haitiana, que está situada en el departamento de Artibonito.

## División territorial
Está formado por el reagrupamiento de tres comunas:
- Ennery
- Les Gonaïves
- L'Estère